# Диселенид иттербия
Диселенид иттербия — бинарное неорганическое соединение
иттербия и селена
с формулой YbSe2,
кристаллы.

## Получение
- Реакция чистых веществ в инертной атмосфере:

{\displaystyle {\mathsf {Yb+2Se\ {\xrightarrow {T,P}}\ YbSe_{2}}}}

## Физические свойства
Диселенид иттербия при давлении 1,4÷7,0 ГПа и температуре 400÷2000°С образует кристаллы
тетрагональной сингонии, пространственная группа P 4/nmm, параметры ячейки a = 0,3970 нм, c = 0,8151 нм, Z = 2,
структура типа антимонида димеди Cu2Sb
.